# Канито Пеце (Салерно)
Канито Пеце је насеље у Италији у округу Салерно, региону Кампанија.
Према процени из 2011. у насељу је живело 37 становника. Насеље се налази на надморској висини од 317 м.